# Светографика

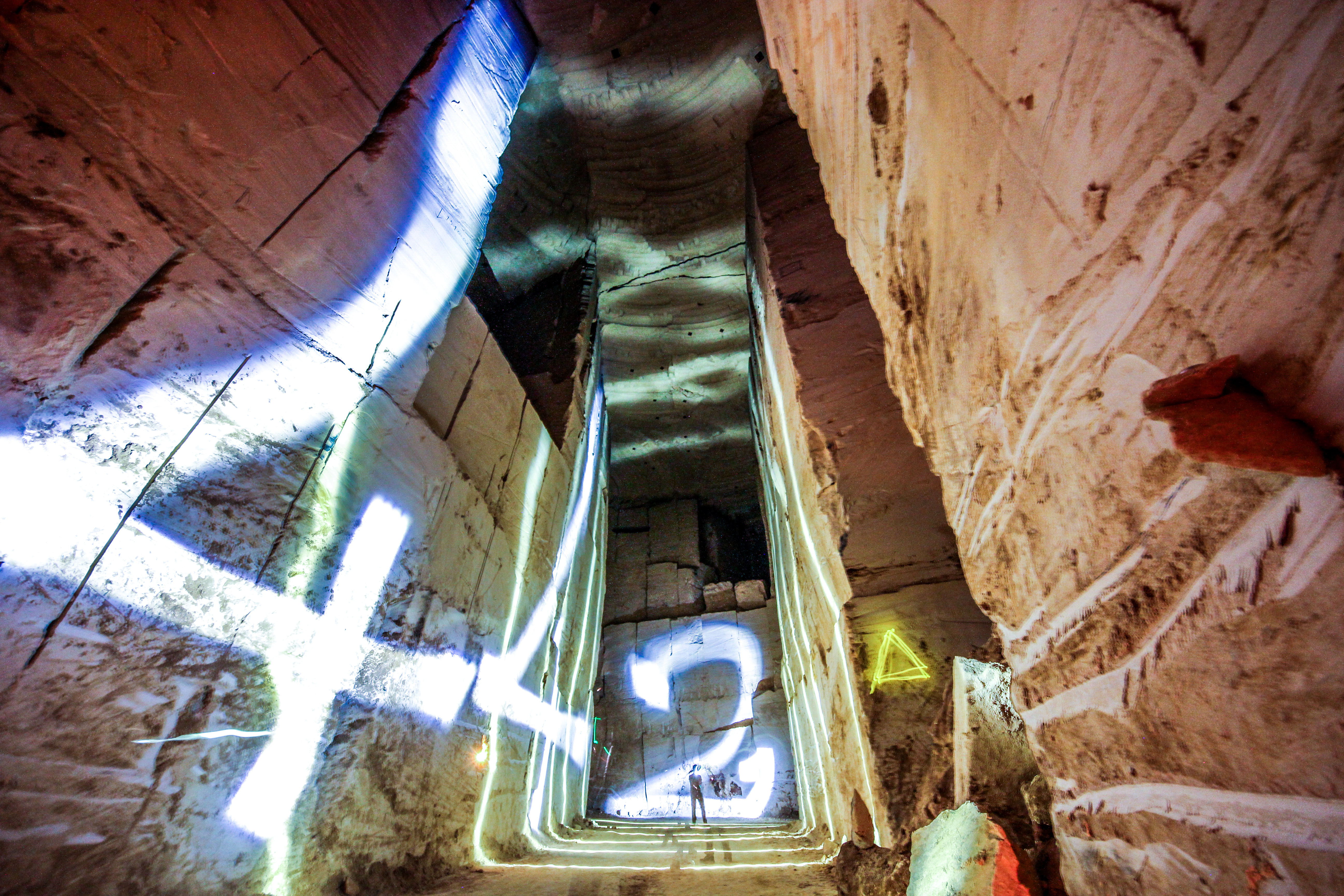
Фотография, выполненная в технике светографики

Светографика (англ. light painting, light drawing, иногда также freezelight) — техника фотографии, основанная на съёмке в темноте и экспонировании сюжета при помощи перемещаемых вручную источников света на длительной выдержке. При этом светящиеся объекты и следы от них могут использоваться в качестве части сюжета или для освещения других предметов в поле зрения фотоаппарата.
В англоязычной литературе для обозначения этого направления в фотоискусстве чаще всего используется термин англ. Light painting, дословно — «рисование светом» (отсюда и происходит современный русскоязычный термин «светоживопись»).

## Разновидности
Понятие светографики применимо к многим способам получения фотографического изображения. Чаще всего основой светографического снимка являются следы, оставляемые на фотоматериале или светоприёмнике источниками света, перемещаемыми вручную. При этом получаемые фигуры могут быть как случайными, зависящими от произвольных движений фонаря, так и специально заданными, имеющими форму символов, человеческих фигур, и даже повторяющих контуры предметов в кадре. 
Элементы светографики присутствуют и в ночной архитектурной фотографии, где движущийся транспорт оставляет следы от включенных фар и габаритных огней. Иногда подвижные источники непрерывного света используются в сочетании с фотовспышкой, дающей резкое изображение движущихся объектов, в том числе людей.
Разновидностью светографики считается люминография (лат. lumen «свет», др.-греч. γράφω «пишу»), которая отличается тем, что движутся не источники света, а фотоаппарат; движение может быть хаотичным, если камеру держат в руках, или упорядоченным, в случае её закрепления на каком-либо подвижном предмете, например на автомобиле. 
К люминографии относится съёмка ночного неба, когда звёзды оставляют на фотоматериале дуги концентрических окружностей вокруг неподвижной Полярной звезды из-за суточного вращения Земли.

## Историческая справка
Первые упоминания о светографике или люминографии относятся к 1889 году, когда учёные Жюль Марэ и Жорж Демени зафиксировали траекторию человеческих движений на снимке «Патология походки, вид спереди» (англ. Pathological Walk From in Front). Позднее, в 1914 году, та же техника была использована Фрэнком Гибретом и его женой Лилиан для фиксации перемещений конторских служащих с закреплёнными на их одежде фонариками.
Элементы светографики используются при интерьерной съёмке с начала XX века и описаны ещё Энзелом Адамсом.
В фотоискусстве приём впервые использовал Ман Рэй, создавший в 1935 году при помощи светографики серию «Космическое письмо» (англ. Space Writing). Пять лет спустя в технике светографики начала работать Барбара Морган.

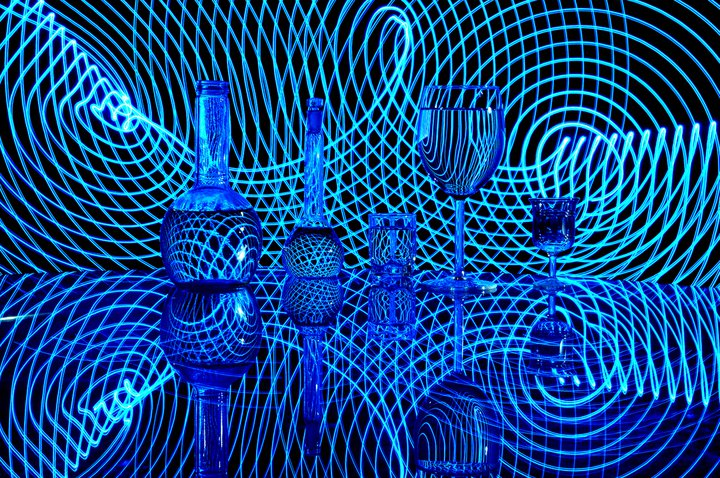
Натюрморт с зеркальным отражением и элементами светографики

Пабло Пикассо увлёкся светографикой после визита Гийона Мили, в 1949 году познакомившего художника со своими снимками конькобежцев, на ногах которых были закреплены фонари. Пикассо стал рисовать фонарём в затемнённой комнате, фотоаппарат работал в режиме длинной выдержки. В результате появилась серия, названная «Световые рисунки Пикассо». Наибольшую известность получила работа под названием «Пикассо рисует кентавра».
Один из основателей немецкой творческой группы FotoForm Петер Кетман получил известность благодаря серии «Колеблющиеся фигуры» (нем. Schwingungsfigur), созданной[когда?] методами светографики; на фотографиях зафиксированы следы от точечной лампы, которой нарисованы сложные световые сетки, создающие муаровый эффект.
Пионерами люминографии стали также Жорж Матьё и Ласло Мохой-Надь (Баухауз).
Затем интерес к ней периодически вспыхивает в США и Европе — светографикой занимаются чехи Камил Варга и Йозеф Седлак, немецкие группы LightMark, Lichtfaktor и LAPP PRO, американец Даррен Пирсон, финны Хану Хухтамо и Янне Парвиайнен, французы Marco-93, Жюльен Бретон и другие.
В XXI веке техника получила новый толчок, благодаря распространению цифровых фотоаппаратов, позволяющих визуально контролировать изображение непосредственно во время съёмки; кроме того, не требуется расходовать дорогостоящие фотоматериалы. Появление компактных экономичных источников света на основе светодиодов дало дополнительную свободу творчества.
В современной России светографические снимки эпизодически делали многие фотографы, но наиболее последовательно развивают идеи своих немногочисленных предшественников в Санкт-Петербургском люминографическом обществе, основанном Владимиром Михайлуцей в 2007 году. В его задачи входит творческое изучение техники люминографии и создание художественных работ, использующих эту технику.

## Техника съёмки
Переносные источники света могут быть использованы для получения равномерного или направленного освещения разных элементов интерьера при длительной или многократной экспозиции. При этом не требуется расстановка громоздких осветительных приборов, а достаточно компактного фонаря или портативной фотовспышки, которыми поочерёдно освещаются нужные фрагменты снимка.
В классическом виде светографика предусматривает съёмку в тёмное время суток или в затемнённом помещении, поскольку при наличии яркого освещения длительная выдержка приведёт к общей засветке фотоматериала или фотоматрицы. Фотоаппарат неподвижно устанавливается на штативе, и его затвор фиксируется в открытом положении с помощью спускового тросика. Фон как правило частично прорабатывается естественным ночным освещением или фотовспышкой. Основное изображение создаётся перемещением любых источников света, например таких как фонари, свечи, спички, бенгальские огни или факелы. При этом люди, перемещающие источники света в кадре, специально одеваются в тёмную одежду, чтобы исключить нежелательные следы на изображении.
Свет фонариков может окрашиваться при помощи светофильтров, позволяя создавать яркие цветные пятна и линии. Причём, за одну экспозицию может быть использовано несколько светофильтров для освещения объектов разным цветом с разных сторон, или для получения разноцветных следов. Кроме простых источников света в светографике могут использоваться проекторы, создающие на поверхностях объектов съёмки изображение со слайдов. Взаимодействие этого изображения и поверхностей, на которые оно проецируется, создаёт необычные художественные эффекты.
Создание светографических картин возможно также с помощью цифровой видеозаписи. В этом случае изображение, получаемое видеокамерой, комбинируется в компьютере, давая аналогичные световые следы от движущихся источников света. Достоинством такого метода является возможность съёмки в незатемнённом помещении. Однако, при большом разрешении камеры объём обрабатываемых данных может быть очень большим, требуя хорошей производительности компьютера. Таким способом в сочетании с технологией таймлапс можно получать и движущиеся изображения, или так называемую стоп-моушн-анимацию.

## Световая кисть
Одна из разновидностей светографики, в которой компактный точечный источник света используется для освещения разных частей снимаемой сцены. Основной сложностью метода является подбор и расчёт экспозиции. Эта фотографическая техника получила широкое применение при съёмке неподвижных сюжетов: интерьеров и натюрмортов, особенно в рекламной фотографии. Световая кисть может использоваться одновременно с обычным освещением при многократной экспозиции. После того, как сцена снята со студийным светом ламп или фотовспышек, производится вторая экспозиция при выключенном свете. Определённые участки сцены при этом дополнительно экспонируются при помощи ручного фонарика, в том числе с разных направлений. Такая техника позволяет комбинировать свет недоступным при обычной съёмке образом. Сюжет может быть получен и без дополнительного освещения, только при помощи световой кисти.
Осветительный инструмент представляет собой малогабаритный источник постоянного света, дающий хорошо сфокусированный узкий луч. Часто в качестве световой кисти используются приборы с волоконной оптикой. Свет профессиональной световой кисти обладает калиброванной цветовой температурой около 5500 Кельвинов и по цветовому балансу близок к дневному освещению. Кроме того, такая кисть позволяет использовать различные насадки и светофильтры. В качестве световой кисти может быть использован и бытовой фонарик при соответствующих установках баланса белого фотоаппарата. Желательно, чтобы у этого фонарика свет фокусировался линзой, тогда пятно не будет слишком широким, это позволит точно высвечивать мелкие детали объектов.

### Световой меч
Световой меч — разновидность световой кисти, представляющая собой длинную светящуюся трубку. Применяются различные конструкции, но основной элемент в световом мече — люминесцентная лампа. Такое приспособление оставляет следы в виде светящейся поверхности. По тому же принципу строится «световой жезл», оставляющий на снимке несколько параллельных линий от закреплённых в ряд светодиодов. Аналогичным образом действуют гибкие светодиодные ленты.

## Арт-проекты
- «Фризлайт» (англ. freezelight) — арт-проект, основанный в Москве 2 мая 2008 года. Авторы — Артём Долгополов и Роман Пальченков[3]. Они работают над созданием новых световых картин и анимации, разрабатывают технологии и публикуют на сайте уроки. Команда Freezelight.ru социально активна, регулярно проводит мастер-классы[14].
- Lightpaint.ru — Ответы на все вопросы по рисованию светом. Проект активно развивает своё творчество в Москве с октября 2010 года. Организованы множество workshop по рисованию светом в студиях и на пленэре[15].
- Санкт-Петербургское лиминографическое общество — объединение фотохудожников, организованное люминографом Владимиром Михайлуца в 2007 году[8].
- «Light graffiti» — стрит-арт проект американской светографистки Вики Да Сильва (англ. Vicki DaSilva)[16][17].